# Vitae Patrum
La Vitae Patrum ou Vitas Patrum (littéralement les Vies des Pères ) est un recueil d'écrits hagiographiques sur les Pères et Mères du désert du christianisme primitif.

## Tradition latine
Les premières œuvres composant les Vitae Patrum sont composées au IVe siècle, principalement en grec. Entre le IVe et le VIIe siècle de notre ère, elles sont traduites en latin et leur compilation diffusée sous le nom de Vitae Patrum . Les récits rassemblés sous ce titre varient considérablement d'une version à l'autre, et Monika Studer se réfère aux Vitae comme « un corpus variable de récits ».
La compilation originale ne comprend que trois biographies de moines du désert par Jérôme de Stridon : celles de Paul de Thèbes, Hilarion de Gaza et Malchus de Maronie, initialement composées en latin entre 370 et 390. Ces hagiographiques appartiennent aux vitae proprement dites, l'un des trois types de texte que l'on retrouve dans les Vitae Patrum. Les autres types sont :
- Les récits de voyage grecs du IVe siècle connus sous le nom d'Historia monachorum in Aegypto et l'Histoire Lausiaque de Pallade d'Hélénopolis. Le premier est traduit en latin à la fin du IVe siècle par Rufin d'Aquilée et le second est traduit au VIe siècle[1].
- Les Paroles des Pères du Désert, traduites en latin aux VIe et VIIe siècles et généralement connues sous le titre Verba seniorum[1].

## Éditions en langues vernaculaires
Une traduction allemande partielle est effectuée vers 1280 sous le titre Das Väterbuch.
Une traduction italienne est réalisée par le frère dominicain Domenico Cavalca de Pise au début du XIVe siècle.

## L'édition de Rosweyde

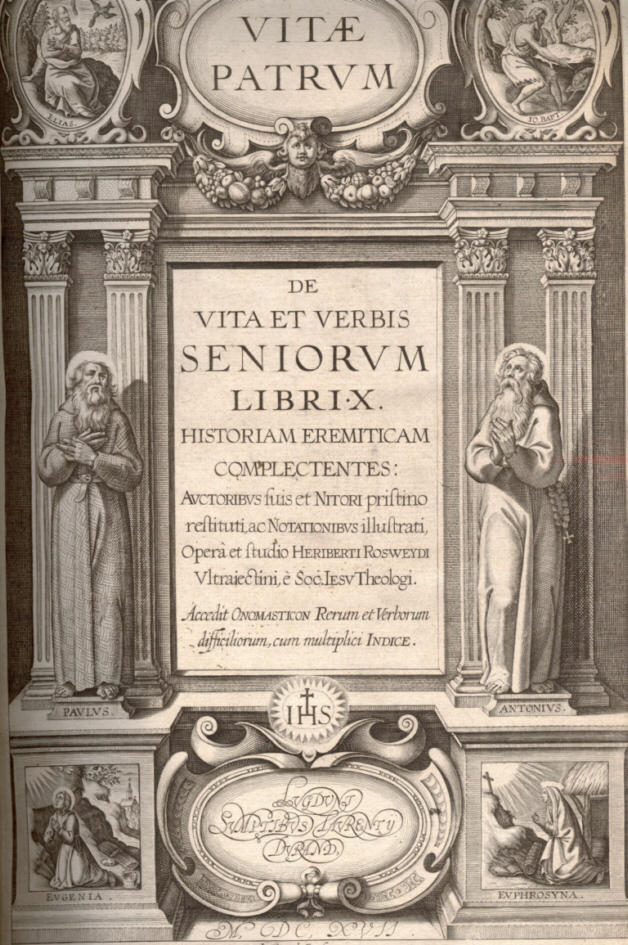
Couverture de la première édition de 1615 des Vitae Patrum par Heribert Rosweyde

Une édition imprimée, réalisée par le jésuite Heribert Rosweyde, est imprimée par Balthazar Moret en 1616. Le livre constitue une partie importante d’un ouvrage plus vaste, Acta Sanctorum.
Cette version des Vitae Patrum est basée sur les recherches menées par Rosweyde dans toute la littérature disponible qu'il a pu trouver sur les premiers moines du désert. Hippolyte Delehaye a décrit l'ouvrage comme « l'épopée des origines du monachisme en Égypte et en Syrie, une épopée sans égal en intérêt et en grandeur ». Au XIIIe siècle, une version des Vitae Patrum a été traduite en latin. De nombreuses versions et éditions furent publiées, avec d'importants changements et variations entre elles. Rosweyde base son livre sur vingt-trois versions différentes de ces livres antérieurs, étudiant, datant et classant toutes les différentes versions et modifications.
Les Vitae Patrum de Rosweyde se compose de dix livres. Le livre I présente la vie de seize saints sous le titre Vitae virorum et de onze saintes sous le titre Vitae mulierum, en commençant par Paul de Thèbes et Antoine le Grand, incluant la vie de saintes femmes comme sainte Marie la prostituée et les récits hagiographique de Jérôme de Stridon. Les livres II, Historia monachorum (L'histoire des moines d’Égypte), et III, Verba seniorum , sont attribués à Rufin d'Aquilée, qui s'avère en réalité n'en être que leur traducteur. Le livre IV est une compilation d'écrits de Sulpicie Sévère et de Jean Cassien. Le livre V est un autre recueil de Verba seniorum de Pélage depuis le latin et le grecque.
Le livre VI et le livre VII sont d'autres recueils de Verba Seniorum d'auteurs grecs inconnus traduits par Jean le sous-diacre, peut-être le pape Jean III, et par Paschasius de Dumium. Le livre VIII est un texte qui était auparavant connu sous le nom de Le Paradis d'Héraclide, mais que Rosweyde attribue à son véritable auteur, Pallade d'Hélénopolis, et intitulé L'Histoire Lausiaque. Elle est ici publiée dans la traduction latine de Gentien Hervet. Le livre IX est composé de De Vitis Patrum (Histoire philothée) de Théodoret de Cyr. Le livre X est le pré spirituel de Jean Moschus traduit en latin par Ambrogio Traversari. Rosweyde a écrit une introduction à chaque livre.